# Bosque de la Cambre

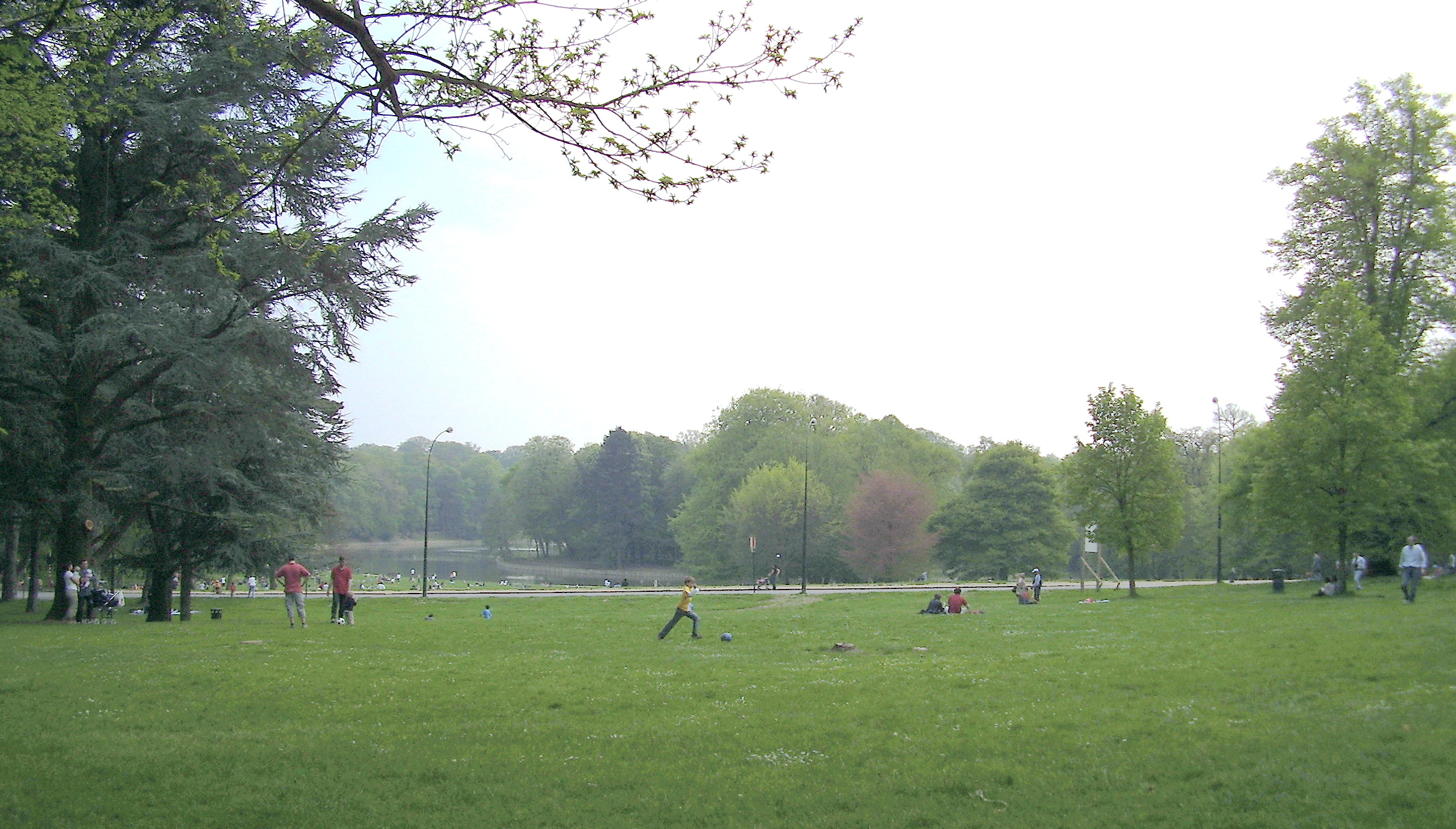
El Bosque de la Cambre.

El Bosque de la Cambre (en francés: Bois de la Cambre; en neerlandés: Ter Kamerenbos) es un parque público situado en Bruselas. 
Se ideó para ser una parte del bosque de Soignes, en 1862 por un alemán establecido en Bélgica. El diseño del bosque se le encargó al arquitecto Edouard Keilig, (Confederación Germánica, 1827) tras ganar un concurso. Este espacio modelado al estilo inglés del siglo XVIII, imita la naturaleza y se caracteriza por una irregularidad en la concepción de plantaciones y caminos. Esta irregularidad ofrece puntos de vista y perspectivas muy variados. Este lugar se convirtió rápidamente en un centro de ocio de los bruselenses, como el Bois de Boulogne de París. En este bosque, se encontraban una lechería, un velódromo, el Théâtre de Poche, un lago artificial, un hipódromo y paseos para caballos. 

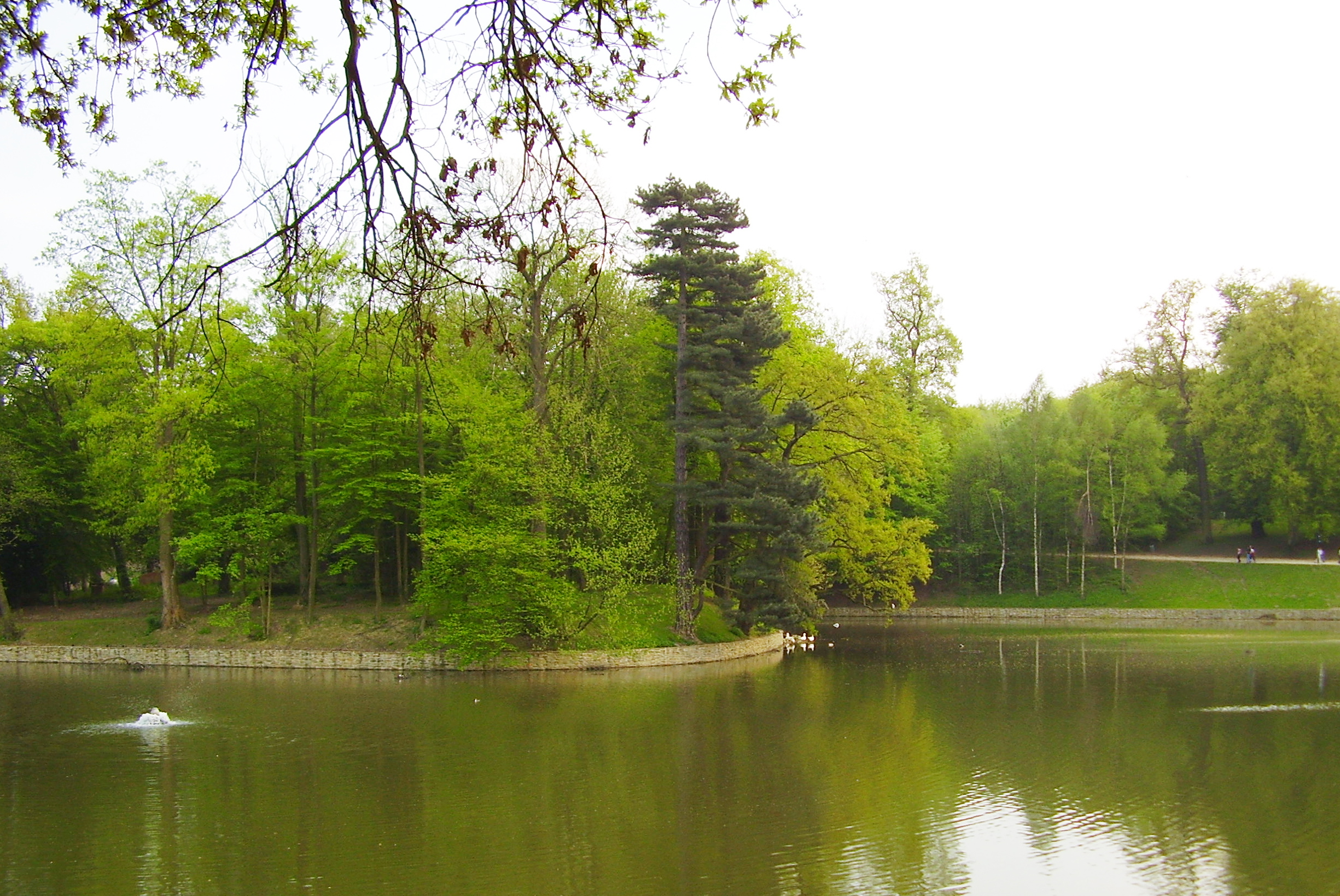
El estanque.

Sigue siendo un pulmón verde de Bruselas y tiene un centro para "Les Jeux d'Hiver" (destruido en 2006 por un incendio, luego reconstruido), tiovivos de caballitos, una pista de patinaje, actividades de remo y pesca. En ciertas ocasiones, se han organizado demostraciones deportivas, conciertos al aire libre, teatros de animación, juegos infantiles…
Los caminos que lo atraviesan representan un eje importante para penetrar en la ciudad y un paso entre el norte y el sur de Bruselas. Se plantean ahora cerrar el tráfico de coches. 